# Brancelho
Brancelho ist eine Rotweinsorte, die in Portugal angebaut wird und in den Regionen Douro und Trás-os-Montes zugelassen ist. Im Minho wird sie im Rotwein des Anbaugebiets Vinho Verde verwendet. Im spanischen Galicien ist die Sorte in der Region Rías Baixas unter dem Namen Brancellão oder Brancello bekannt.
Die spätreifende und ertragsschwache Sorte erbringt einen hellen, rubinroten Qualitätsweine mit niedrigem Alkoholgehalt und einem delikaten Aroma. 

## Ampelographische Sortenmerkmale
In der Ampelographie wird der Habitus folgendermaßen beschrieben:
- Die Triebspitze ist offen. Sie ist weißwollig behaart mit karminrotem Anflug. Die Jungblätter sind bronzefarbenen gefleckt (Anthocyanflecken).
- Die mittelgroßen Blätter sind leicht nierenförmig, fünflappig und mitteltief gebuchtet (siehe auch den Artikel Blattform). Die Stielbucht ist V-förmig offen. Das Blatt ist stumpf gezahnt. Die Zähne sind im Vergleich der Rebsorten mittelweit gesetzt.
- Die kegelförmige Traube ist mittelgroß bis groß und lockerbeerig. Die elliptischen Beeren sind kurz, mittelgroß und von schwarz-blauer Farbe.

Brancelho ist eine Varietät der Edlen Weinrebe (Vitis vinifera).

## Synonyme
Brancelho ist auch unter den Namen Alvarelhão Ceitão, Alvarelho, Brancelhão, Brancellão, Brancello (im spanischen Galicien), Pirruivo, Varancelha, Varancelho, Verancelha und Vrancelha bekannt.